# Metallea insularis
Metallea insularis är en tvåvingeart som beskrevs av Malloch 1927. Metallea insularis ingår i släktet Metallea och familjen Rhiniidae. Inga underarter finns listade i Catalogue of Life.